# ویگن چالدرانیان
ویگن هاکوبی (واغارشاک) چالدرانیان (ارمنی: Վիգեն (Վաղարշակ) Հակոբի Չալդրանյան؛ انگلیسی: Vigen (Vagharshak) Chaldranyan) یک کارگردان، فیلم‌نامه‌نویس، تدوین‌گر، بازیگر، کارگردان هنری و تهیه‌کننده اهل ارمنستان بود. وی از سال ۱۹۷۵ میلادی تا تاکنون فعالیت می‌کند.

## زندگی‌نامه
وی در ۲۶ دسامبر ۱۹۵۵ ‏در ایروان به دنیا آمد . وی همچنین برنده جوایزی همچون چهره هنری شایسته جمهوری ارمنستان و مدال طلای یادبود فریتیوف نانسن شد. 

## جوایز
- مدال طلای یادبود فریتیوف نانسن
- چهره هنری شایسته جمهوری ارمنستان